# Zwartkoptroepiaal
De zwartkoptroepiaal (Icterus graduacauda) is een zangvogel uit de familie Icteridae (troepialen).

## Verspreiding en leefgebied
Deze soort komt voor in zuidelijk Texas en Mexico en telt 4 ondersoorten:
- Icterus graduacauda audubonii: zuidelijk Texas en noordoostelijk Mexico.
- Icterus graduacauda nayaritensis: het westelijke deel van Centraal-Mexico.
- Icterus graduacauda dickeyae: zuidwestelijk Mexico.
- Icterus graduacauda graduacauda: oostelijk Mexico.